# Fundacja im. Kazimierza Pułaskiego
Fundacja im. Kazimierza Pułaskiego (ang. Casimir Pulaski Foundation) – polski think tank założony w 2004 roku specjalizujący się w kwestiach polityki zagranicznej i bezpieczeństwa międzynarodowego. 
Fundacja jest jedną z dwóch polskich organizacji pozarządowych posiadających status organizacji partnerskiej Rady Europy oraz jest członkiem „Grupy Zagranica” zrzeszającej największe polskie organizacje pozarządowe zajmujące się współpracą z zagranicą.

## Obszary Działalności
Głównym celem Fundacji Pułaskiego jest dostarczanie analiz dotyczących wydarzeń na arenie międzynarodowej, identyfikowanie trendów w globalnym środowisku oraz proponowanie rekomendacji i rozwiązań, które mogą być wdrożone przez decydentów rządowych i przedstawicieli sektora prywatnego.

### Publikacje
Fundacja im. Kazimierza Pułaskiego skupia ponad 70 ekspertów i jest wydawcą analiz w cyklach: Komentarze Ekspertów, Komentarze Pułaskiego, Pulaski Policy Paper oraz Komentarze Pułaskiego. Eksperci Fundacji regularnie współpracują z mediami.
Fundacja w swoich badaniach koncentruje się głównie na dwóch obszarach geograficznych: obszarze transatlantyckim oraz Rosji i przestrzeni postsowieckiej. Przedmiotem zainteresowania Fundacji są przede wszystkim bezpieczeństwo, zarówno w rozumieniu tradycyjnym, jak i w jego pozamilitarnych wymiarach, a także przemiany polityczne oraz procesy ekonomiczne i społeczne, które mogą mieć wpływ na Polskę i Unię Europejską.

### Warszawskie Forum Bezpieczeństwa
Fundacja jest organizatorem konferencji międzynarodowej Warsaw Security Forum, która odbywa się jesienią w Warszawie. Jest to wydarzenie, w którym biorą udział prezydenci, ministrowie, wojskowi oraz eksperci zajmujący się tematyką bezpieczeństwa międzynarodowego.

## Nagroda Rycerza Wolności
Fundacja przyznaje nagrodę Rycerz Wolności dla wybitnych postaci, które przyczyniają się do promowania wartości przyświecających generałowi Kazimierzowi Pułaskiemu, tj. wolności, sprawiedliwości oraz demokracji. 
Wśród uhonorowanych nagrodą znajdują się Aleksiej Nawalny, Olena Zelenska i NATO.

## Założyciele i władze
Założycielami Fundacji są: Zbigniew Pisarski, Katarzyna Pisarska, Radosław Ciszewski, Adam Jarczyński. Prezesem Zarządu Fundacji im. Kazimierza Pułaskiego od 2004 roku jest Zbigniew Pisarski.

## Projekty
- Warsaw Security Forum
- International Centre for Ukrainian Victory
- Women in International Security
- Rycerz Wolności
- Gry Wojenne i Symulacje
- Women at Work
- Współpraca 360°